# Válur
Válur [ˈvɔalʊɹ] és un poble situat a la costa oest de l'illa de Streymoy, a les illes Fèroe. Forma part del municipi de Kvívík. L'1 de gener de 2021 tenia 51 habitants.
Válur és una localitat de cases disperses situada a la riba sud de la badia de Vestmanna. Aquesta badia s'obre a l'estret de Vestmannasund, que separa les illes de Streymoy i Vágar. El riu Breiðá creua el lloc. La carretera número 40 travessa el poble i el comunica amb la resta de l'illa en direcció sud. Cap al nord, la carretera 40 arriba fins a Vestmanna, situat enfront de les costes de Válur, a l'altre cantó de la badia. El sud-est del poble és una zona completament muntanyosa, amb cims com l'Egilsfjall (618 m) o el Gásafelli (477 m); cap al nord-est hi ha el Sneis (747 m).
La línia d'autobús 100/300, que connecta Vestmanna amb Tórshavn, passa per Válur. Tanmateix no hi fa parada. Els habitants de Válur han d'anar fins a Vestmanna, la localitat més propera, per a fer-ne ús.